# SOS, Дед Мороз, или Всё сбудется!
«SOS, Дед Мороз, или Всё сбудется» — российский кинофильм 2015 года по сценарию Андрея Курейчика. Премьерный показ состоялся 10 декабря 2015 года.

## Сюжет
Девочка Света Орлова мечтает, чтобы её родители наладили свои отношения. Под Новый год она загадывает желание Деду Морозу, с которым совершенно случайно повстречалась, хотя на самом деле это был переодетый в праздничный костюм мошенник, незадачливый аферист Мышкин. Тем не менее, он даёт честное слово, что девочка встретит Новый год вместе с родителями. Теперь она ждёт, что её желание должно исполниться. Героям картины предстоит пережить множество забавных ситуаций в предновогодней суете — кто-то из них вновь обретёт семейное счастье, а кто-то найдёт свою настоящую любовь.

## В ролях
- Михаил Беспалов — Мышкин, аферист
- Оксана Акиньшина — Ольга, любовница Николая
- Алексей Бардуков — Лёха, полицейский
- Андрей Бедняков — Гарик, новый ведущий на «Авторадио», конкурент Ивана Васильевича
- Дмитрий Назаров — Иван Васильевич, ведущий на «Авторадио»
- Полина Максимова — жена Скрябина
- Дарья Мельникова — Лера, секретарь в суде, подруга Насти
- Софья Спектор — Света Орлова
- Александр Головин — Егор, аниматор в торговом комплексе, друг Насти
- Анатолий Белый — Николай Орлов, директор «Авторадио», бывший муж Марины, отец Светы
- Алёна Бабенко — Марина Орлова, бывшая жена Николая, мать Светы
- Сергей Рост — Скрябин, чиновник
- Анна Старшенбаум — Настя, продавец в торговом комплексе
- Эвелина Блёданс — Инга
- Илья Костюков — вредный мальчик

## Отзывы и оценки
В российской прессе фильм получил отрицательные оценки. Алексей Литовченко из Российской газеты, поставивший в своей рецензии картине 1 «звезду» из 5, назвал картину «халтурной халтурой» и «полнометражной рекламой». А Евгений Ухов на Film.ru посчитал, что подобный фильм «нужно запивать не бокалом шампанского, а стаканом водки», и дал фильму лишь 3 из 10 баллов. Резко отрицательный обзор на фильм опубликовал блоггер BadComedian. Впрочем, Денис Шлянцев из газеты «Новый взгляд» называет фильм «вполне качественным, нестыдным коммерческим продуктом для однократного просмотра, хоть и с несколькими сомнительными моментами в сценарии».
Оценки пользователей на киносайтах также были низкими. На сайте iMDb фильм получил 3,5 «звёзд» из 10, а пользователи КиноПоиска оценили его в 3.9 из 10 баллов.